# Canta Jerez
Canta Jerez es un álbum colectivo de flamenco publicado en 1967 por el sello Hispavox.

## Presentación
Canta Jerez reúne a los cantaores jerezanos Terremoto de Jerez, El Sordera, Sernita de Jerez, Tío Borrico, Romerito de Jerez y Diamante Negro, y a los guitarristas Paco Cepero y Paco de Antequera.
Con el paso del tiempo, el disco se ha convertido en objeto de culto. Es considerado como uno de los discos más quintaesenciales del flamenco.

## Lista de canciones
| Edición en vinilo de 1967 |                                                      |          |  |
| N.º                       | Título                                               | Duración |  |
| 1.                        | «Que llores por mi querer» (Fandangos del gloria)    |          |  |
| 2.                        | «Te tiene que faltar» (Bulería por soleá)            |          |  |
| 3.                        | «Con qué grandes fatigas» (Siguiriyas)               |          |  |
| 4.                        | «Yo seré leña en tu corral» (Soleares)               |          |  |
| 5.                        | «Moritos a caballo» (Cabales)                        |          |  |
| 6.                        | «Los caminos se hicieron» (Bulerías de Nochebuena)   |          |  |
| 7.                        | «Que dobles me dieron» (Seguiriyas)                  |          |  |
| 8.                        | «Ponte donde yo te vea» (Soleá de Juaniquí)          |          |  |
| 9.                        | «Porque le pegas tu a mi 'mare'» (Martinete)         |          |  |
| 10.                       | «De Santiago y Santa Ana» (Seguiriyas)               |          |  |
| 11.                       | «Fiesta en el barrio Santiago» (Fiesta por bulerías) |          |  |
| 42:34                     |                                                      |          |  |